# Fuente del Járiz

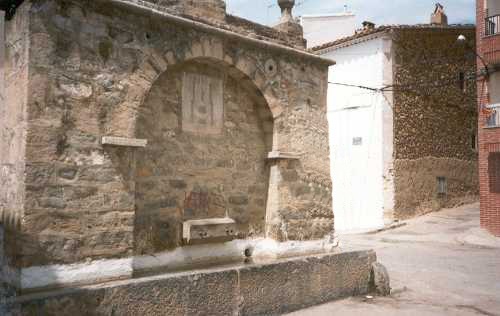
Fuente del Járiz.

La fuente del Járiz situada en la Plaza del mismo nombre también llamada del rey Don Jaime del municipio de El Toro (Provincia de Castellón, España) fue construida en 1799.
La fuente está realizada en piedra negra de sillería y su perfil recuerda uno de los portales de una posible muralla, que controlaría el acceso a la población, protegiendo la villa medieval de inesperados ataques.
En ella se observa un relieve del escudo de El Toro y un amplio abrevadero que utilizaron las caballerías. 
Sus caños se remodelaron en la segunda década del siglo XX.